# Zbigniew Sawan

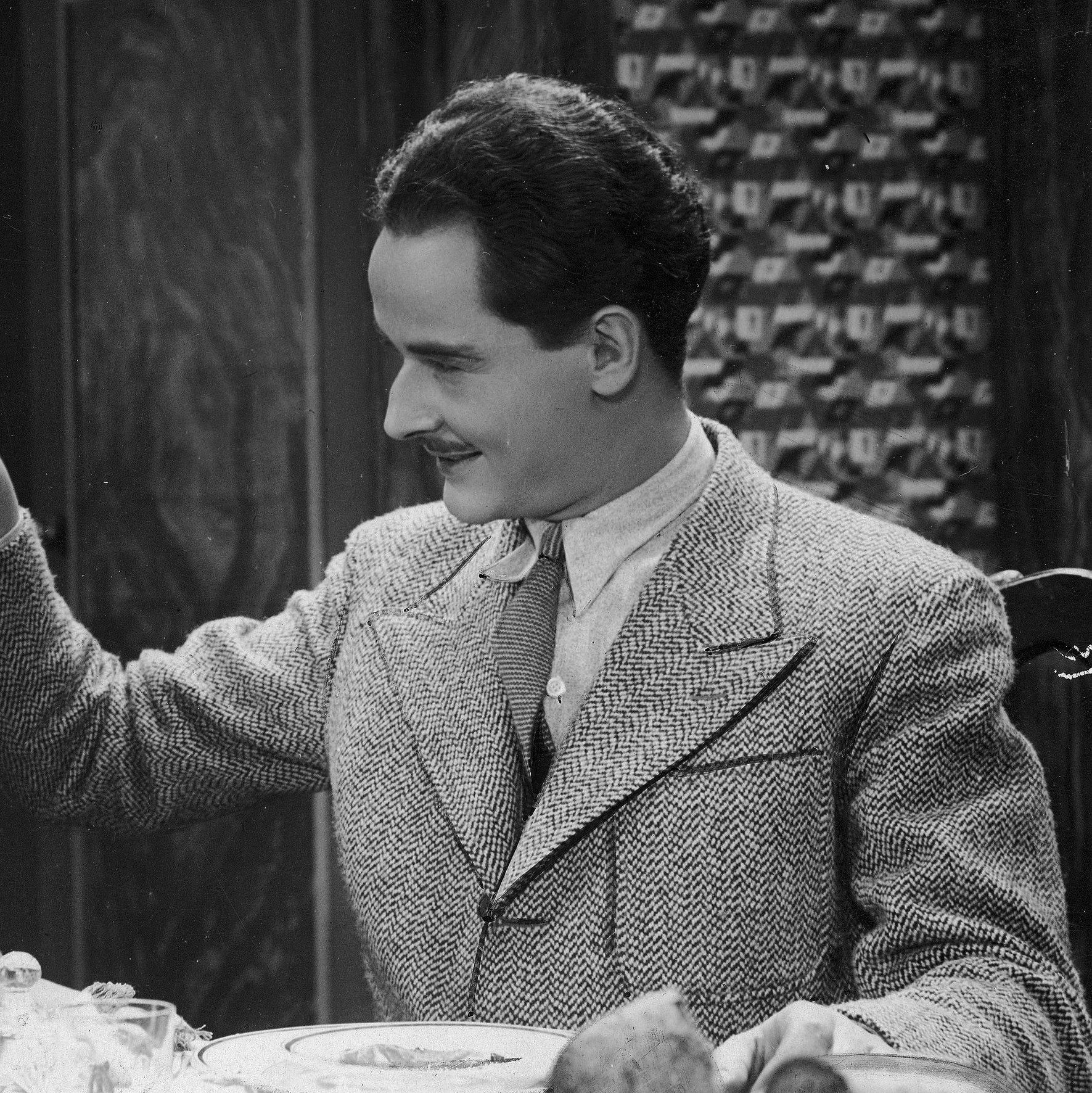
Zbigniew Sagan

Zbigniew Sawan, gebürtig Zbigniew Nowakowski (* 14. April 1904 in Woskresenowka, Oblast Kursk, Russland; † 4. Juni 1984 in Warschau) war ein polnischer Schauspieler bei Bühne und Film sowie ein Bühnenregisseur und Theaterleiter.

## Leben
Der in der heutigen Ukraine geborene Zbigniew Nowakowski begann seine künstlerische Laufbahn in den Jahren 1923 bis 1926 als Zuhörer am Warschauer Konservatorium. Von 1926 bis 1939 wirkte er unter dem Künstlernamen Sawan an zahlreichen polnischen Bühnen wie Krakau, Kielce und Bydgoszcz. In den Jahren 1931 bis 1939, als er sich überwiegend in Warschau aufhielt, erlernte Sawan auch das Regiefach an dem Państwowy Instytut Sztuki Teatralnej. Ab 1927, also noch zu Stummfilmzeiten, kamen Auftritte vor der Kamera hinzu.
Der Einmarsch deutscher Truppen in Polen im September 1939 beendete schlagartig Sawans Film- wie Theaterkarriere, und er musste sich mit Kleinstauftritten sowie als Kellner in einem Warschauer Künstlercafé durchschlagen. Infolge der Ermordung (März 1941) des mit den deutschen Behörden kollaborierenden Schauspielers Igo Sym wurde Zbigniew Sawan im Rahmen einer Vergeltungsmaßnahme von deutschen Stellen verhaftet und, zusammen mit diversen polnischen Schauspielkollegen, vorübergehend im berüchtigten Pawiak-Gefängnis inhaftiert. Acht Monate lang hielt man ihn sogar im Konzentrationslager Auschwitz fest.
Erst nach Befreiung seiner Heimat 1944/45 konnte Sawan seine Schauspielerlaufbahn regulär fortsetzen. Er spielte an Theatern in Städten wie Stettin und Gliwice aber auch in Białystok und Krakau und leitete von 1954 bis 1957 die Operette in Warschau. Zwischen 1959 und 1970 trat er an mehreren Bühnen auch als Theaterleiter in Erscheinung. Außerdem wirkte Zbigniew Sawan bis unmittelbar vor seinem Tod erneut in Filmen mit.
Zbigniew Sawan war von 1929 bis 1947 mit Maria Malicka (1900–1992) verheiratet, ab 1948 mit Lidia Wysocka (1916–2006), mit der er ein Kind hatte und von der er sich später scheiden ließ.

## Filmografie
- 1927: Huragan
- 1928: Przedwiośnie
- 1928: Dzikuska
- 1929: Pod banderą miłości
- 1929: Polizeimeister Tagejeff (Pan Policmajster Tagiejew)
- 1930: Tajemnica lekarza
- 1931: Serce na ulicy
- 1931: Uwiedziona
- 1932: Pałac na kółkach
- 1938: Ostatnia brygada
- 1939: Czarne diamenty
- 1961: Sein großer Freund (Odwiedziny prezydenta)
- 1965: Legionäre (Popioły)
- 1965: Katastrofa
- 1968: Stawka większa niż życie
- 1970: Signale – Ein Weltraumabenteuer
- 1970: Hydrozagadka
- 1973: Drzwi w murze
- 1974: Janosik
- 1975: Honor dziecka
- 1976: Zagrożenie
- 1977: Noce i dnie
- 1977: Eine Woche lang (Okrągły tydzień)
- 1979: Aria dla atlety
- 1981: Klejnot wolnego sumienia
- 1984: Ceremonia pogrzebowa